# Сага о Гаутреке
Сага о Гаутреке (исл. Gautreks saga) — легендарная сага, написанная или составленная в конце XIII века в Исландии, но сохранившаяся только в гораздо более поздних рукописях.  Сага считается составленной из отдельных историй и, возможно, задумывалась как сборник историй о легендарном короле Гаутреке из Западного Гаутланда в Швеции, который служил бы своего рода прологом к уже существующей саге о его сыне Хрольфе (исл. Hrólfs saga Gautrekssonar — Сага о Хрольфе, сыне Гаутрека), что подтверждается включением Саги о Гаутреке в текст Саги о Хрольве Гаутрекссоне в некоторых рукописях.
Дошедшие до нашего времени более тридцати списков саги свидетельствуют о её популярности. Древнейшая пергаменная рукопись, содержащая полный текст произведения, AM 152 fol., датируется промежутком между около 1300 и 1525 годами.
Сага о Гаутреке относится к легендарным сагам. Сам автор уже в первых строках называет сагу забавным повествованием, относя её тем самым к внеисторическим сказаниям. В то же время многие особенности сближают Сагу о Гаутреке с сагами об исландцах и героическими сагами. Существует две основные версии саги о Гаутреке: более короткая и древняя версия; и более длинная и новая. Основным считается более старый текст, а более длинная версия, по видимому, возникла из-за позднейших добавлений в текст саги.
В Саге о Гаутреке сам король Гаутрек деле является второстепенным персонажем, а повествование с большей мере сосредоточено на двух героях - Старкаде и Рефе. Сказки, казалось, не связаны друг с другом, где Гаутрек исчезает в середине истории и сосредоточен на короле Викаре и его верном спутнике Старкаде.
Сага о Гаутреке — единственное место в литературе, где упоминается место, под названием «родовая скала» или «родовой утёс» (исл. ætternisstapi), с которого в трудное время сбрасывали стариков и больных. Вероятно именно эта сага стала источником мифа о существовании в Швеции подобных «родовых утёсов».

## Содержание
История рассказывает о том, как будущий отец Гаутрека, король Гаути, заблудился в лесу во время охоты и вышел к уединённому хутору полубезумных крестьян — скупого Скафнёртунгра и его жены Тётры с тремя сынами и тремя дочерями. В ту ночь Гаути переспал со старшей дочерью Снотрой, предположительно самой умной в семье. После того как король ушёл, члены семьи постепенно убивали себя на Родовой Скале за самыми незначительные проступки, пока, наконец, не остались только Снотра и её ребёнок Гаутрек. После этого Снотра отвела Гаутрека ко двору его отца Гаути; годы спустя, на смертном одре, король Гаути сделал Гаутрека своим наследником. Этот раздел саги иногда называют Dalafífla þáttr («Сказка о дураках в долине»).
Сага также повествует о происхождении знаменитого Старкада, который известен как второстепенный персонаж в ряде древних саг, а также появляется в средневековых балладах и  хронике «Деяния данов» датского летописца Саксона Грамматика.